# 麥班達
麥班達（英語：Benjamin David Metcalf，1981年7月6日—）為美國男子籃球教練，曾擔任超級籃球聯賽桃園璞園建築總教練。
麥班達的雙親是美國人，母親為源自中國大陸的華裔，麥班達出生時父親為駐外美軍，因此在日本出生。麥班達畢業於喬治華盛頓大學運動管理系

## 執教經歷
麥班達於2007年到台灣，不過直到2010年才加入璞園，由分析師開始，之後擔任助教，2015年時麥班達接替前往中國男子籃球職業聯賽執教的許晉哲成為了璞園隊總教練。

## SBL執教成績
| 年度    | 球隊     | 出賽 | 勝場 | 敗場 | 勝率 | 備註                         |
| ------- | -------- | ---- | ---- | ---- | ---- | ---------------------------- |
| 15-16年 | 璞園建築 | 30   | 21   | 9    | .700 | 冠軍賽2：4敗 台灣啤酒        |
| 16-17年 | 桃園璞園 | 30   | 14   | 16   | .467 | 準決賽1：4敗 台北達欣        |
| 17-18年 | 桃園璞園 | 30   | 18   | 12   | .600 | 冠軍賽4：2勝 富邦勇士        |
| 18-19年 | 桃園璞園 | 36   | 20   | 16   | .556 | 準決賽2：4敗 台灣啤酒        |
| 19-20年 | 桃園璞園 | 32   | 17   | 15   | .531 | 季後挑戰賽0：3 敗 裕隆納智捷 |
| 生涯    | 5年      | 158  | 90   | 68   | .570 | 一次SBL總冠軍                |

## 外部連結
- 麥班達在fiba.basketball（英语）
- 麥班達在Eurobasket.com（教練）（英语）